# Ponorkový bunkr Valentin

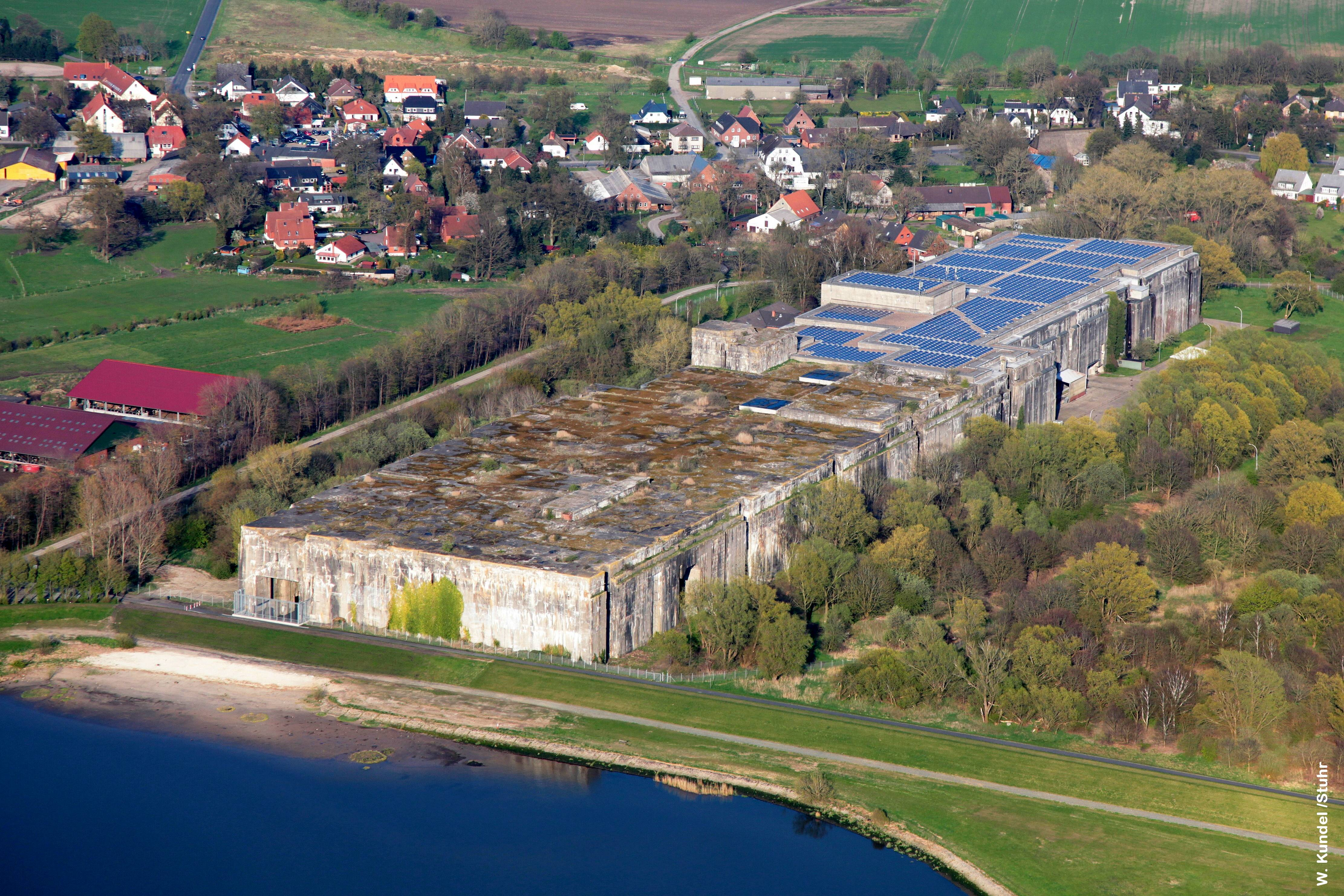
Letecký pohled na bunkr

Ponorkový bunkr Valentin je nedokončená továrna na ponorky, která stojí na břehu řeky Vezery v brémské městské části Rekum. Její stavba byla zahájena v únoru 1943, účelem bylo získat halu chráněnou proti bombardování, v níž by se vyráběly ponorky Typ XXI. Bunkr byl dlouhý 426 metrů, maximální šířka činila 97 metrů a výška 27 metrů. Tloušťka stropu byla původně 4,5 m, v průběhu stavby byla na základě zkušeností postupně zesilována na 7 m. Na stavbu bylo spotřebováno půl milionu krychlových metrů betonu. Bunkr stavělo více než deset tisíc totálně nasazených dělníků a vězňů Koncentračního tábora Neuengamme. Počet obětí stavby se odhaduje na minimálně šest tisíc.
Bunkr byl vážně poškozen britským náletem 27. března 1945, dvě desetitunové bomby Grand Slam prorazily v dosud nezesílené části stropu otvory o průměru 8 m; další bomby zasáhly již zesílenou část, avšak proniknout jí nedokázaly. Činnost továrny byla poté ukončena, aniž by vyprodukovala jediné plavidlo - výroba měla být zahájena v srpnu 1945. Po válce sloužila budova jako experimentální bombardovací cíl pro americké a britské letectvo a od roku 1960 jako sklad pro Německé námořnictvo. V roce 1983 byl odhalen pomník obětem stavby bunkru. V roce 2008 oznámil německý stát, že nemá o další provozování objektu zájem a nabídl ho ke koupi. Nový soukromý majitel proměnil bunkr v roce 2011 na muzeum, na střeše byly také instalovány solární panely.